# Hideo Saito
Hideo Saito (齋藤 秀雄, Saitō Hideo), né le 23 mai 1902 et mort le 18 septembre 1974 à Tokyo, est un violoncelliste, chef d'orchestre et professeur de musique japonais.

## Biographie

### Jeunesse et formation
Hideo Saito nait le 23 mai 1902 à Akashicho (ja), Chūō-ku (Tokyo). Il est le deuxième enfant de Hidesaburo Saito, un chercheur de langue anglaise. À partir de 1906, il est élevé à Ichibanchō (alors Gobanchō), Chiyoda, Tokyo. À douze ans, il s'intéresse à la musique. Le premier instrument dont il  joue est la mandoline .Plus tard, il aura l’occasion de diriger un orchestre de mandolines nommé « Orchestre Étoile » et de composer des airs tels Furansu Min'yō 'Utaeyo Kotori Yayo Utae' no Shudai ni yoru Yattsu no Hensōkyoku (フランス民謡「歌えよ小鳥やよ歌え」の主題による八つの変奏曲) et huit variations sur le thème d’une chanson populaire française Chante Chante petit oiseau!.
À l'âge de 16 ans, Hideo Saito commence à jouer du violoncelle sous la tutelle d'un musicien de l'Agence impériale. Après avoir fréquenté le Gyosei Junior High School, il entre à l'université Sophia. En 1922, il quitte l'université pour étudier la musique en Allemagne. Il est accompagné du célèbre compositeur et chef d'orchestre, le prince Hidemaro Konoye, qui est le frère cadet du Premier ministre du Japon d'avant-guerre Fumimaro Konoe. Après avoir passé six mois à Berlin, Saito s'installe à Leipzig pour étudier le violoncelle avec le professeur Julius Klengel au Conservatoire de Leipzig,,.

### Carrière
En 1927, Hideo Saito retourne au Japon et est nommé violoncelliste solo du New Symphony Orchestra. Il se produit également en tant que soliste. En 1930, il retourne en Allemagne pour poursuivre ses études, cette fois avec Emanuel Feuermann à l'université des arts de Berlin. Après deux ans d'études intensives, il retourne au Japon et reprend son travail de violoncelliste solo du New Symphony Orchestra.
En septembre 1936, Joseph Rosenstock est nommé chef permanent du New Symphony Orchestra. Cette nomination a un impact considérable sur la vie musicale d'Hideo Saito. Il a avoué plus tard qu'il avait appris beaucoup de choses de Rosenstock. Pendant cette période, il est un soliste et un musicien d'ensemble très actif et est en passe de se lancer dans une carrière de chef d'orchestre. En 1941, il quitte le New Symphony Orchestra pour se consacrer entièrement à la direction d'orchestre. Il occupe un poste de chef d'orchestre avec plusieurs orchestres professionnels.

### Enseignement
En 1948, avec Motonari Iguchi, Takeo Ito et Hidekazu Yoshida, tous des figures représentatives des cercles musicaux japonais, Hideo Saito fonde l'École de musique pour enfants, en commençant dans des salles de classe qu'ils louèrent à l'école Kasei Gakuin (une école de fin d'études pour filles) à Kudan, Chiyoda,.
Ils ont réalisé la nécessité d'offrir aux diplômés des études musicales de haut niveau. Kasei Gakuin, qui a toujours été coopératif avec Saito et ses collègues jusqu'alors, ne peut pas leur attribuer un espace supplémentaire pour leur projet de lycée musical. Ils doivent trouver une autre école existante qui accepterait d'ajouter un cours de musique pour les élèves âgés de 15 à 18 ans. Leurs demandes sont rejetées l'une après l'autre jusqu'à ce que des négociations soient menées avec le lycée de filles Toho à Sengawa, Chōfu. Le lycée a cependant été créé pour les filles, alors que ce que Saito envisage une école mixte, mais les enseignants et les parents du lycée sont fortement opposés à l'idée d'admettre des garçons. Malgré cette opposition, l'enthousiasme de Saito et des autres musiciens gagne peu à peu des partisans jusqu'à ce qu'un cours de musique mixte ouvre enfin au lycée de filles de Toho en 1952. L'année suivante, l'école de musique pour enfants rejoint le campus de Sengawa.
Trois ans écoulent et le même problème qu'ils avaient rencontré trois ans auparavant se reproduit. Les fondateurs du cours de musique envisagent simplement de faire passer leurs diplômés dans les écoles de musique existantes, mais les élèves et leurs parents ne sont pas satisfaits. C'est ainsi que le Toho Gakuen Junior College of Music (formation de deux ans) voit le jour en 1955.
Hideo Saito devient professeur du Collège et président des départements de cordes et de direction d'orchestre. De 1958 à 1960, alors que le président Motonari Iguchi est en voyage à l'étranger, il est nommé président par intérim du Collège. En 1961, l'université de musique Tōhō Gakuen est finalement créée en tant que collège de quatre ans pour la formation musicale continue.
En 1964, il emmène le Toho Children's Orchestra en tournée en Amérique et, plus tard, en URSS et en Europe. En 1974, malgré sa santé déclinante, il prépare l'orchestre pour une autre grande tournée. Il décède juste avant son départ au St. Mark's International Hospital situé dans le quartier Akashi-cho de l'arrondissement Chūō-ku (Tokyo).